# Hällefors
Hällefors er et byområde og hovedby i Hällefors kommun i Örebro län i Sverige.

## Historie

### Administrative tilhørligheder
Hällefors var og er kyrkby i Hällefors socken, hvor Hällefors landskommun blev dannet i forbindelse med kommunalreformen i 1862. Landskommunen blev i 1950 omdannet til Hällefors köping, hvor Hällefors bebyggelse blot omfattede en mindre del af köpingskommunens areal. I 1971 blev köpingen en del af Hällefors kommun med Hällefors som hovedby.
I kirkeligt henseende har Hällefors altid hørt til Hällefors församling.
Juridisk har byen indgået i samme retskredse som Hällefors socken.

## Bebyggelsen
I Hällefors ligger Hällefors kyrka, Pihlskolans gymnasium og Krokbornsparken samt boligområderne (med skulpturparker): Mästarnas Park, Polstjärnan og Millesparken. Også det nu nedlagte Formens hus findes her.
Hällefors rummer en folkehøjskole, Hällefors folkhögskola, som tilbyder kurser i blandt andet formgivning, smykkekunst, teater, scenografi og kultur.
I udkanten af Hällefors ligger Sveriges ældste folkepark, Krokbornsparken, som i dag er et byggnadsminne.
Også HundCampus, som blandt andet indgår i stiftelsen CancerSökHund (SCSH) sammen med Karolinska Institutet og Gävle sjukhus, ligger i Hällefors. På HundCampus uddannes hunde og -førere indenfor forskellige områder hvor hundenes lugtesans kan anvendes samtidig med at man forsker indenfor denne.

## Forbindelser
Byen ligger ved Bergslagsbanan med persontrafik til Borlänge og Kristinehamn, samt ved riksväg 63.

## Erhvervsliv
Hellefors Bryggeri, som siden april 2008 har været ejet af Spendrups bryggeri, ligger mellem Hällefors og Grythyttan. Stålkoncernen Ovako har anlæg i Hällefors ligesom Stora Enso som har en stor fragtterminal for omlastning fra lastbil til tog. Cirka 11 kilometer nordvest for byen ligger Hällefors flygfält.